# Hofanlage Neuenkooper Straße 64
Die Hofanlage Neuenkooper Straße 64 in Berne-Pfahlhausen stammt vom Anfang des 19. Jahrhunderts.
Aktuell (2023) wird sie wohl landwirtschaftlich genutzt und das Areal als Arboretum Neuenkoop.
Die Gebäude stehen unter Denkmalschutz (siehe auch Liste der Baudenkmale in Berne).

## Geschichte und Beschreibung
Die baumumstandene Hofanlage wurde bereits 1522 erwähnt. Nach 1945 war hier die Amtsstube des örtlichen Bürgermeisters untergebracht. Seit 1995 hat der Eigentümer Matthias Rieger im großen Garten eine Sammlung von heimischen und exotischen Pflanzen und Gehölzen angelegt und damit ein Arboretum geschaffen – einen Schau- und Versuchsgarten u. a. mit Teich, Beerenwiese, Baumgarten, Kastanienwiese, Kakteenbereich, Themenwiese, chinesischer Halbinsel, französischem Platz und über 750 Gehölzen von 25 Gehölzsorten. Seit den 2000er Jahren ist das Arboretum für Besucher zugänglich. Auch Ausstellungen, Lesungen, Führungen, Sommerfeste und Veranstaltungen finden regelmäßig statt.
Der Hof besteht heute aus
- dem eingeschossigen giebelständigen Wohn- und Wirtschaftsgebäude von 1838 (Inschrift am Wohngiebel) und 1855 (Inschrift am Wirtschaftsgiebel) als Zweiständer-Hallenhaus in Fachwerk mit Steinausfachungen, mit reetgedecktem Krüppelwalmdach, Niedersachsengiebel und der Grooten Door; Umbau des Wohnteils zum Stall nach dem Bau des Wohnhauses (1902),[2]

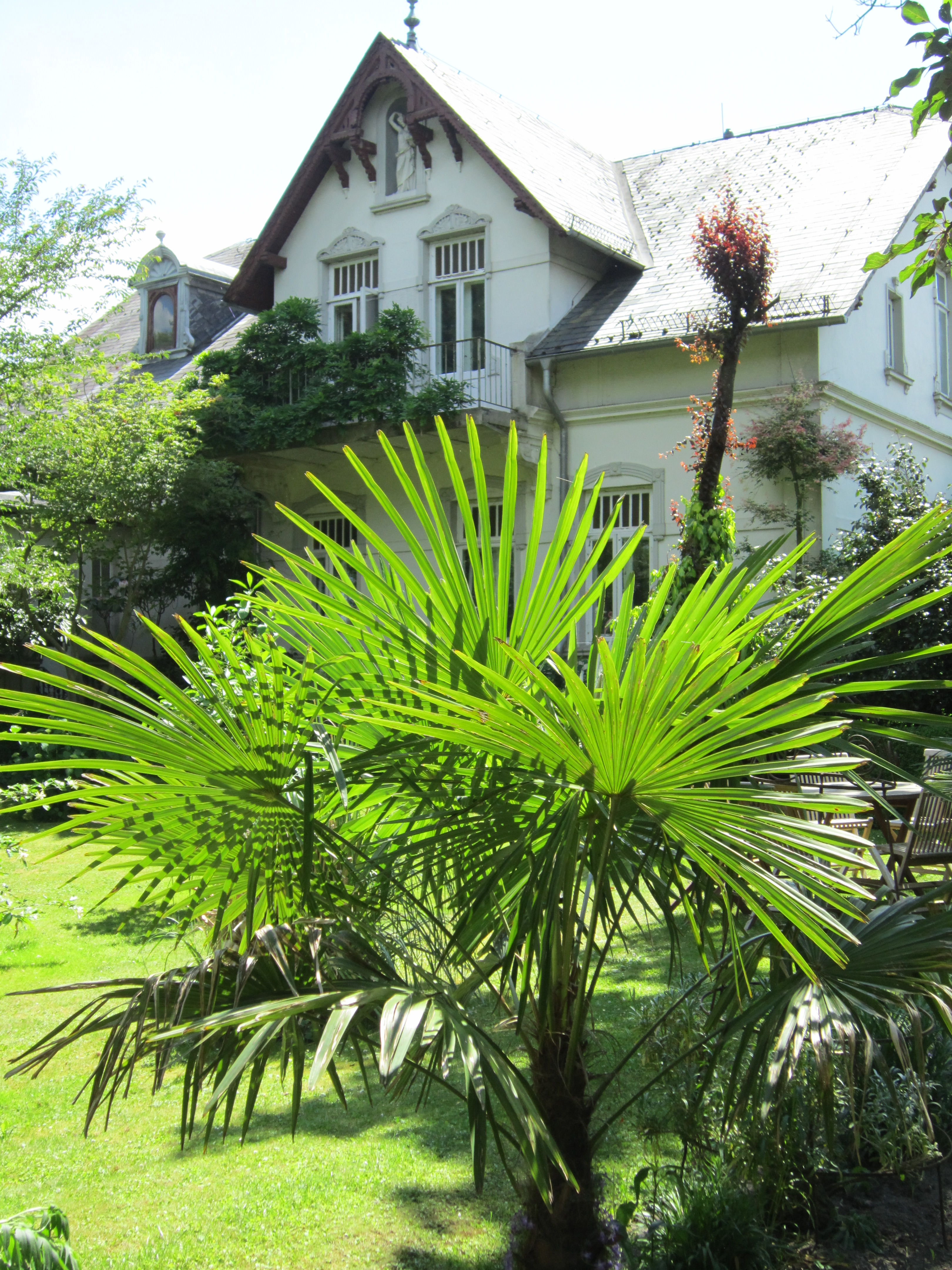
Jugendstilhaus und Palmen

- dem eingeschossigen traufständigen verputzten Wohnhaus von 1902 (Inschrift) neben dem Haupthaus im Jugendstil mit Drempel, Krüppelwalmdach, zweigeschossigem nördlichen Giebelrisalit, Satteldach mit Gauben und Nische mit weiblicher Statue sowie Wintergarten, geschossteilendem Gesimsem, Fensterrahmungen und einigen erhaltenen Innentüren,[3]
- der verbohlten giebelständigen Fachwerkscheune von um 1860 in Ankerbalkenkonstruktion mit Walmdach und Querdurchfahrt,[4]
- dem Arboretum Neuenkoop
- sowie weiteren nicht denkmalgeschützten Nebenanlagen.[5]

Das Landesdenkmalamt befand: „… geschichtliche Bedeutung … als beispielhafte Hofanlage aus der Mitte des 19. Jhs. …“